# Семёнов, Анатолий Алексеевич (1947)
Анатолий Алексеевич Семёнов (род. 10 марта 1947, Москва) — советский хоккеист, защитник. Мастер спорта СССР.
Воспитанник московского «Спартака». В чемпионате СССР играл за команды «Спартак» (1965/66, 1969/70), «Автомобилист» Свердловск (1967/68 — 1968/69), «Крылья Советов» Москва (1970/71 — 1971/72), «Кристалл» Саратов (1974/75). В первой лиге выступал за СКА МВО Калинин (1972/73 — 1973/74), «Ижсталь» Ижевск (1975/76). Завершал карьеру в команде второй лиги «Металлист» Петропавловск (1976/77 — 1981/82).
Победитель хоккейного турнира зимней Универсиады 1972 в составе сборной СССР. Серебряный призёр чемпионата СССР (1970).